# 184 (tal)
184 är det naturliga talet som följer 183 och som följs av 185.

## Inom vetenskapen
- 184 Dejopeja, en asteroid

## Inom matematiken
- 184 är ett jämnt tal.